# Parabacillus palmeri
Parabacillus palmeri är en insektsart som först beskrevs av Andrew Nelson Caudell 1903.  Parabacillus palmeri ingår i släktet Parabacillus och familjen Heteronemiidae. Inga underarter finns listade i Catalogue of Life.